# Roy Ayers
Roy Ayers (Los Angeles, 10 september 1940 – New York, 4 maart 2025) was een Amerikaanse funk-, soul- en jazzvibrafonist. Toen hij nog maar vijf jaar oud was kreeg hij zijn eerste paar vibrafoonstokken van Lionel Hampton waarna hij begon met het bespelen van de vibrafoon.
Vele decennia lang stond Ayers bekend als een pionier en grondlegger op verschillende stromingen binnen de jazz. In de jaren 1960 hield hij zich nog voornamelijk bezig met de ouderwetse jazz en werkte hij onder meer samen met Herbie Mann, Curtis Amy en Chico Hamilton. In de jaren 1970 en 1980 richtte hij zich echter op het combineren van rhythm-and-blues met jazz en funk. In de daaropvolgende jaren sloeg hij weer een andere richting in en verwierf hij de status van Godfather of Acid Jazz voor de grote rol die hij speelde in de ontwikkeling van dat genre en zijn ongekende populariteit in Engeland.
Een van de bekendste nummers van Ayers is Everybody Loves the Sunshine, niet in de laatste plaats omdat vele hiphop-artiesten samples van dat nummer in hun muziek hebben verwerkt. Ook de hoes van het album We Live In Brooklyn is een inspiratie geweest voor een complete hiphop-generatie (zie bijvoorbeeld N.W.A).
Naast het uitbrengen van eigen soloalbums (waarvan een aantal zeer goed scoorden door de invloeden uit verschillende muziekgenres) heeft Ayers zich ook op een aantal andere vlakken gemanifesteerd. Zo heeft hij in de jaren 1980 zijn eigen platenmaatschappij Uno Melodic Records opgericht, albums geschreven en geproduceerd voor verschillende artiesten en samengewerkt met de muzikant Fela Kuti uit Nigeria. Ayers werkte vanaf de jaren 1990 ook enkele malen samen met producers uit de housemuziek. Zo was hij te horen op het album Nuyorican Soul (1997) van Masters at Work. Later werkte hij ook enkele malen samen met Kerri Chandler en Dennis Ferrer. In 2005 hield Ayers zich nog steeds bezig met het toeren en heeft hij in 2004 de cd Mahogany Vibe uitgebracht.
Ayers overleed op 4 maart 2025 op 84-jarige leeftijd.